# Ван Керкхоф, Санне
Санне Кора ван Керкхоф (нидерл. Sanne Cora van Kerkhof; род. 27 марта 1987) — нидерландская шорт-трекистка, призёр чемпионата мира по шорт-треку 2011 года, а также шестикратный призёр чемпионата Европы 2009, 2010, 2011, 2012 и 2013 года. Участница зимних Олимпийских игр 2010 и 2014 года.

## Спортивная карьера
Санне ван Керкхоф родилась в городе Ворбург. С 6-летнего возраста занималась лёгкой атлетикой, а в 10 лет начала кататься на коньках, после того как с родителями и сестрой посетила каток.. Тренировалась на базе клуба «IJsvereniging Zoetermeer».  Она страдает от болей в спине из-за проблем с межпозвоночными дисками. 
Ван Керкхоф участвовала в своем первом международном соревновании на юниорском чемпионате мира в Будапеште, где в эстафете заняла 6-е место и дебютировала на Кубке мира в сезоне 2004/05 годов в Спишска-Нова-Весе. С сезона 2006/07 годов регулярно участвовала в Кубке мира. Впервые дебютировала в 2008 году на чемпионате Европы в Вентспилсе, заняв с командой 8-е место в эстафете.
В сезоне 2008/09 годов она завоевала бронзовую медаль в эстафете на чемпионате Европы в Турине, а в марте на командном чемпионате мира в Херенвене заняла 6-е место. Через год на чемпионате Европы в Дрездене вновь выиграла бронзовую медаль в эстафетной четвёрке. Ван Керкхоф в феврале 2010 года участвовала в зимних Олимпийских играх в Ванкувере и её команда в финале "B" с результатом 4:16.120 заняла 1-е место, и в итоге поднялась на 4-е место в классификации..
В январе 2011 года Санне впервые завоевала золотую медаль в составе эстафетной команды на чемпионате Европы в Херенвене и первую и единственную медаль мирового уровня ван Керкхоф выиграла во время чемпионата мира по шорт-треку в Шеффилде. Её команда в женской эстафете с результатом 4:17.725 заняла 2-е место в забеге, опередив соперников из Канады (4:18.043 — 3-е место), но уступили первенство спортсменками из Китая (4:16.295 — 1-е место).
В ноябре 2011 года она выиграла бронзу на дистанции 1000 м и заняла 4-е место в беге на 500 м на чемпионате Нидерландов на отдельных дистанциях. С 2012 по 2014 года ещё трижды выиграла в эстафете на чемпионатах Европы в Млада-Болеславе, Мальмё и Дрездене, где она выиграла последнюю медаль в своей карьере. В эстафете с результатом 4:14.147 голландские конькобежки заняли 1-е место, опередив соперниц из Великобритании (4:15.497 — 2-е место) и Венгрии (4:15.873 — 1-е место). 
Таким образом голландские конькобежки установили рекорд — четыре года подряд спортсменки одной страны выигрывали золотые медали в эстафете на 3000 м. Вклад Санне был отмечен наградой «Gouden speld». На Олимпийских играх в Сочи ван Керкхоф вновь выступала в женской команде в эстафете. Голландские спортсменки получили дисквалификацию в полуфинале соревнования и прекратили борьбу за медали.
В 2015 году завершила карьеру шорт-трекистки.

## Личная жизнь
Санне ван Керкхоф обучалась в Университете прикладных наук Стенден, в Леувардене, в области социальной работы. Приходится родной сестрой другой голландской шорт-трекистке Яре ван Керкхоф. С 2014 по 2016 год работала консультантом в Randstad Holding. С 2016 года работает консультантом при BVNG Advies. Относит себя к сексуальным меньшинствам. До марта 2013 года состояла в отношениях с Ирен Вюст. Увлекается парусным спортом, просмотром DVD и отдыхом на пляже.